# Bước nhảy Hoàn vũ (nhượng quyền)

Logo thương mại của Bước nhảy Hoàn vũ

Phiên bản quốc tế của Dancing with the Stars (bản đồ đúng)

Bước nhảy Hoàn vũ - Dancing with the Stars là tên của loạt chương truyền hình quốc tế khác nhau dựa trên định dạng của chương trình truyền hình Anh Dancing with the Stars, được phân phối bởi BBC Studios, chi nhánh thương mại của BBC. Hiện tại, định dạng này đã được bán bản quyền cho 60 vùng lãnh thổ.

## Phiên bản quốc tế
Ghi chú
     Hiện đang phát sóng
     Không còn phát sóng
|                                                  | Quốc gia      | Tên chương trình | Kênh phát sóng                                                      | Năm phát sóng                   | Số mùa |
| ------------------------------------------------ | ------------- | --- | ------------------------------------------------------------------- | ------------------------------- | ------ |
|                                                  | Armenia       | Պարահանդես (Parahandes)                                                                                                   | Shant TV                                                            | 2011-2015                       | 5      |
|                                                  | Trung Quốc    | Strictly Come Dancing China (舞动奇迹) (Sử dụng từ mùa 1 đến mùa 3) Dancing with the Stars (與星共舞) (Sử dụng cho mùa 4) | Hunan TV (Từ 2007-2011) Dragon TV (Từ 2014-2015)                    | 2007-2015                       | 4      |
|                                                  | Argentina     | Bailando por un Sueño | El Trece                                                            | 2006-nay                        | 15     |
| Bailando Kids (Phiên bản dành cho trẻ em)        | Argentina     | 2009 | El Trece                                                            | 1                               |        |
|                                                  | Úc            | Dancing with the Stars | Seven Network (Từ 2004-2015, 2021-nay) và Network 10 (Từ 2019-2020) | 2004-2015, 2019-nay             | 19     |
|                                                  | Áo            | Dancing Stars | ORF1                                                                | 2005-nay                        | 14     |
|                                                  | Bỉ            | Sterren op de Dansvloer                                                                                                   | vtm                                                                 | 2006-2012                       | 5      |
| Dancing with the Stars                           | Bỉ            | VIER | 2018-2019                                                           | 2                               |        |
|                                                  | Brasil        | Dança dos Famosos (Định dạng U.K)                                                                                         | Rede Globo                                                          | 2005-nay                        | 18     |
| Dancinha dos Famosos (Phiên bản dành cho trẻ em) | Brasil        | 2007-2017 | Rede Globo                                                          | 5                               |        |
| Dancing Brazil (Định dạng U.S)                   | Brasil        | RecondTV | 2017-2019                                                           | 5                               |        |
| Dancing Brasil Júnior                            | Brasil        | RecondTV | 2018                                                                | 1                               |        |
|                                                  | Bulgaria      | Dancing Stars (Định dạng U.S)                                                                                             | bTV (2008-2009) Nova(2013-2014)                                     | 2008-2009, 2013-2014            | 4      |
| VIP Dance                                        | Bulgaria      | Nova | 2009                                                                | 1                               |        |
|                                                  | Gruzia        | ცეკვავენ ვარსკვლავები (Tsekvaven Varskvlavebi)                                                                            | Imedi TV                                                            | 2012-nay                        | 9      |
|                                                  | Chile         | EL Baile en TVN | TVN                                                                 | 2006-2008                       | 4      |
|                                                  | Costa Rica    | Dancing With The Stars | Teletica                                                            | 2014-2018                       | 5      |
|                                                  | Croatia       | Ples sa zvijezdama | HRT1                                                                | 2006-2019, nay                  | 9      |
|                                                  | Cộng hòa Séc  | StarDance | Czech Television                                                    | 2006-nay                        | 11     |
|                                                  | Đan Mạch      | Vild med dans | TV 2                                                                | 2005-nay                        | 19     |
|                                                  | Estonia       | Tantsud tähtedega | Kanal 2                                                             | 2006-2011                       | 5      |
|                                                  | Phần Lan      | Tanssii tähtien kanssa | MTV3                                                                | 2006-nay                        | 14     |
|                                                  | Pháp          | Danse avec les stars | TF1                                                                 | 2011-nay                        | 11     |
|                                                  | Đức           | Let's Dance | RTL                                                                 | 2006-nay                        | 15     |
| Let's Dance - Kids                               | Đức           | 2021-nay | RTL                                                                 | 1                               |        |
|                                                  | Hy Lạp        | Dancing with the Stars | Stars Channel                                                       | 2010-nay                        | 8      |
|                                                  | Hungary       | Szombat Esti Láz | RTL Klub                                                            | 2005-2008, 2013-2014            | 5      |
| Dancing with the Stars                           | Hungary       | TV2 | 2020-nay                                                            | 3                               |        |
|                                                  | Anh Quốc      | Strictly Come Dancing | BBC One                                                             | 2004-nay                        | 20     |
|                                                  | Hoa Kỳ        | Dancing with the Stars | ABC                                                                 | 2005-nay                        | 30     |
| Dancing with the Stars: Juniors                  | Hoa Kỳ        | 2018 | ABC                                                                 | 1                               |        |
| Skating with the Stars                           | Hoa Kỳ        | 2010 | ABC                                                                 | 1                               |        |
| ¡Mira quién Baila! (tiếng Tây Ban Nha)           | Hoa Kỳ        | Univision | 2010-nay                                                            | 9                               |        |
|                                                  | Colombia      | Bailando por un Sueño | RCN                                                                 | 2006                            | 3      |
| Bailando con las Estrellas                       | Colombia      | 2016 | RCN                                                                 | 1                               |        |
|                                                  | Thụy Điển     | Let's Dance | TV4                                                                 | 2006-nay                        | 16     |
|                                                  | Thái Lan      | Dancing with the Stars | BBTV Channel 7                                                      | 2013                            | 1      |
|                                                  | Việt Nam      | Bước nhảy hoàn vũ | VTV                                                                 | 2010-2016, 2024-nay             | 8      |
|                                                  | Iceland       | Allir Beta Dansaõ | Stöõ 2                                                              | 2018                            | 1      |
|                                                  | Ấn Độ         | Jhalak Dikhhla Jaa | SET                                                                 | 2006-2016                       | 9      |
|                                                  | Indonesia     | Dancing with the Stars Indonesia                                                                                          | Indosiar                                                            | 2011                            | 2      |
|                                                  | Ireland       | Dancing with the Stars | RTÉ One                                                             | 2017-nay                        | 5      |
|                                                  | Ý             | Ballando con le Stelle | Rai 1                                                               | 2005-nay                        | 15     |
|                                                  | Thổ Nhĩ Kỳ    | Yok Böyle Dans | Show TV R                                                           | 2010-2011                       | 2      |
|                                                  | Tây Ban Nha   | ¡Mira quién baila! (¡Más que baile!)                                                                                      | La 1                                                                | 2005-2010, 2014                 | 9      |
|                                                  | Hàn Quốc      | Dancing with the Stars | MBC                                                                 | 2011-2013                       | 3      |
|                                                  | Nam Phi       | Stricly Come Dancing | SABC 2&3                                                            | 2006-2015                       | 8      |
| Dancing with the Stars                           | Nam Phi       | M-Net | 2018                                                                | 1                               |        |
|                                                  | Latvia        | Dejo rả zvaigzni! | TV3 Latvia                                                          | 2007-2010, 2015                 | 4      |
|                                                  | México        | Bailando por un Sueño | Televisa                                                            | 2006-2007, 2014, 2017           | 4      |
| Mira Quien Baila                                 | México        | 2018 | Televisa                                                            | 1                               |        |
| México Baila                                     | México        | TV Azteca | 2013                                                                | 1                               |        |
|                                                  | Slovenia      | Let's Dance | Markiza                                                             | 2006-2011, 2017, 2022-nay       | 7      |
|                                                  | Serbia        | Ples sa zvezdama | Prva                                                                | 2014                            | 1      |
|                                                  | România       | Dansez pentru tine | Pro TV                                                              | 2006-2013                       | 14     |
| Dansează printre stele                           | România       | Antena 1 | 2014                                                                | 1                               |        |
| Uite cine dansează                               | România       | Pro TV | 2017                                                                | 1                               |        |
|                                                  | Bồ Đào Nha    | Dança Comigo | RTP1                                                                | 2006-2008                       | 4      |
| Dança Comigo no Gelo                             | Bồ Đào Nha    | 2009 | RTP1                                                                | 1                               |        |
| Dança com as Estrelas                            | Bồ Đào Nha    | TVI | 2013-2015 2018-nay                                                  | 5                               |        |
|                                                  | Ba Lan        | Taniec z Gwiazdami | TVN                                                                 | 2005-2011                       | 13     |
| Dancing with the Stars - Taniec z Gwiazdami      | Ba Lan        | Polsat | 2014-nay                                                            | 24                              |        |
|                                                  | Panama        | Dancing with the Stars Panamá                                                                                             | Television Panamá                                                   | 2012-2013                       | 2      |
|                                                  | Na Uy         | Skal vi danse? | TV 2                                                                | 2006-nay                        | 18     |
|                                                  | New Zealand   | Dancing with the Stars | TV One (Từ 2005-2009) Three (Từ 2015, 2018-2019, nay)               | 2005-2009, 2015, 2018-2019, nay | 8      |
|                                                  | Hà Lan        | Dancing with the Stars | RTL 4                                                               | 2005-2009, 2019                 | 5      |
| Strictly Come Dancing                            | Hà Lan        | AVRO | 2012                                                                | 1                               |        |
|                                                  | Nepal         | Dancing with the Stars Nepal (Có khả năng chương trình sẽ bị hủy)                                                         | Himalaya TV                                                         | 2020-nay                        | 1      |
|                                                  | Myanmar       | Dancing with the Stars Myanmar                                                                                            | MRTV-4                                                              | 2013, nay                       | 1      |
|                                                  | Liban         | Dancing with the Stars: Raqs el Noujoum (رقص النجوم)                                                                      | MTV                                                                 | 2012-2017                       | 4      |
|                                                  | Bắc Macedonia | Танц со Ѕвездите Tanc so Zvezdite                                                                                         | MRT 1                                                               | 2013-2014                       | 2      |
|                                                  | Nga           | Танцы со звёздами (Tantsy so zvyozdami)                                                                                   | Russia-1                                                            | 2006-nay                        | 13     |
|                                                  | Bolivia       | Baile de Estrellas | Red UNO                                                             | 2010                            | 1      |
| Bailando por un Sueño                            | Bolivia       | 2015-2017 | Red UNO                                                             | 2                               |        |
|                                                  | Colombia      | Bailando por un Sueño | RCN                                                                 | 2006                            | 3      |
| Bailando con las Estrellas                       | Colombia      | 2016 | RCN                                                                 | 1                               |        |
|                                                  | Ecuador       | Bailando por un Sueño | Gama TV                                                             | 2006-2009                       | 4      |
| Cantando por un Sueño                            | Ecuador       | 2007 | Gama TV                                                             | 1                               |        |
| Bailando por la Boda de mía Sueños               | Ecuador       | 2008 | Gama TV                                                             | 1                               |        |
| El Show de los Sueño                             | Ecuador       | 2009 | Gama TV                                                             | 1                               |        |
|                                                  | El Salvador   | Bailando por un Sueño | Telecorporación Salvadoreña                                         | 2008-2010                       | 3      |
| Cantando por un Sueño                            | El Salvador   | 2008-2010 | Telecorporación Salvadoreña                                         | 2                               |        |
|                                                  | Slovakia      | Let's Dance - Tangent pre Dream                                                                                           | TV Marrkíza                                                         | 2006-2011, 2017                 | 7      |
|                                                  | Philippines   | Star Dance: Search for the Dance Idols                                                                                    | ABS-CBN                                                             | 2005                            | 1      |
|                                                  | Honduras      | Bailando por un Sueño | Televicentro                                                        | 2010-2012                       | 2      |
|                                                  | Israel        | רוקדים עם כוכבים | 2 ערוץ                                                              | 2005-2012                       | 7      |
|                                                  | Nhật Bản      | シャル・ウィ・ダンス? ～オールスター社交ダンス選手権～ (Shall We Dance? Campeonato de Baile de las Estrellas)             | NTV                                                                 | 2006-2007                       | 11     |
| シャル・ウィ・ダンス? (1day Special)             | Nhật Bản      | 2006 | NTV                                                                 | 2                               |        |
|                                                  | Malaysia      | Malam Sentai Berdansa | Astro Ria                                                           | 2007-2009                       | 3      |
|                                                  | Pakistan      | Nachley | ARY Digital                                                         | 2008-2011                       | 4      |
|                                                  | Paraguay      | Baila conmigo Paraguay | Telefuturo                                                          | 2006-nay                        | 8      |
|                                                  | Perú          | Baila con las Estrellas                                                                                                   | Panamericana Television                                             | 2005-2006                       | 2      |
| Bailando por un Sueño                            | Perú          | 2008 | Panamericana Television                                             | 3                               |        |
| El Show de los Sueño                             | Perú          | América Television | 2009                                                                | 3                               |        |
| El gran show                                     | Perú          | América Television | 2010-nay                                                            | 24                              |        |
|                                                  | Sri Lanka     | Sirasa Dancing Stars | Sirasa TV                                                           | 2008-2009                       | 2      |
|                                                  | Venezuela     | Bailando con las Estrellas                                                                                                | Venevisión                                                          | 2005-2016, 2011, 2017, 2019     | 5      |
| Bailando con las reinas                          | Venezuela     | 2007 | Venevisión                                                          | 1                               |        |
| Bailando con las gorditos                        | Venezuela     | 2007-2008 | Venevisión                                                          | 2                               |        |
| Bailando con las abuelos                         | Venezuela     | 2007 | Venevisión                                                          | 1                               |        |

## Phiên bản khu vực
|  | Khu vực                                         | Tên chương trình                    | Kênh phát sóng                                   | Năm phát sóng | Số mùa |
|  | ----------------------------------------------- | ----------------------------------- | ------------------------------------------------ | ------------- | ------ |
|  | Albania · Kosovo                                | Dancing with the Stars              | Vizion Plus                                      | 2010-2018     | 7      |
|  | Thế giới Ả Rập                                  | Dancing With Stars Bel Araby        | Abu Dhabi TV                                     | 2020-nay      | 1      |
|  | Cộng hòa Dominica · Puerto Rico · Venezuela     | ¿Quién baila mejor?                 | Telesistema Televicentro Venevisión              | 2007, 2010    | 2      |
|  | Trung Mỹ: · Costa Rica · El Salvador · Honduras | Dacing for a Dream: Central America | Teletica Telecorporaión Salvadoreña Televicentro | 2011          | 1      |
|  | Costa Rica · Panama                             | Bailando por un Sueño: El Reto      | Teletica Telemetro Canal 13                      | 2008          | 1      |

## Phiên bản quốc gia
|  | Vùng              | Tên chương trình  | Kênh phát sóng  | Năm phát sóng | Số mùa |
|  | ----------------- | ----------------- | --------------- | ------------- | ------ |
|  | Quebec · (Canada) | L'Heure de Glorie | Radio-Canada TV | 2007-2008     | 1      |